# Rechtsabteilung
Die Rechtsabteilung ist in der Aufbauorganisation eine Organisationseinheit (Abteilung bzw. Referat) in einem Unternehmen oder einer Behörde, in der Juristen die von Fachbereichen gestellten Rechtsfragen bearbeiten. Als organisatorisch-strukturierte Manifestation der Rechtsfunktion von Unternehmen bzw. der Öffentlichen Verwaltung wird von Rechtsdienst, Rechtsabteilung oder Legal Department gesprochen, sofern diese im Rahmen der Aufbauorganisation eine bestimmte Ausbaustufe erreicht hat (ab einer Mitarbeiterzahl von fünf Volljuristen pro Organisation, inklusive Führungsperson, welche die Organisationseinheit ergebnisverantwortlich gegen innen und außen führt).
Die Rechtsabteilung ist üblicherweise als Stabsstelle direkt der Leitung (Geschäftsleitung, Vorstand oder Behördenleiter) zugeordnet. Sofern ein Mitarbeiter der Rechtsabteilung gleichzeitig eine Zulassung als Rechtsanwalt hat, wird er als Syndikus bezeichnet.
In größeren Kommunalverwaltungen ist die Rechtsabteilung meist als eigenes Amt (Rechtsamt) gegliedert. Es trägt nach dem kommunalen Mustergliederungsplan die Amtsnummer 30. Das Rechtsamt führt in der Regel alle gerichtlichen Verfahren, in die die Behörde involviert ist. Verwaltungsjuristen dürfen im Rahmen des sogenannten „Behördenprivilegs“ sogar vor Bundesgerichten tätig werden, für die ansonsten spezielle Anwälte zugelassen werden müssen (z. B. § 67 Abs. 4 VwGO, § 78 Abs. 2 ZPO, § 10 Abs. 4 FamFG).

## Aufgaben
Rechtsabteilungen führen – neben der Beantwortung von Rechtsfragen – weitere wichtige Aufgaben für ihre Organisation durch. So dienen Rechtabteilungen als Informations- und Frühwarnsystem, sind Teil des Total Quality Management, planen und beeinflussen in ihren Organisationen die Führung sowie andere Fachbereiche, sind in der rechtlichen Aus- und Weiterbildung von Mitarbeitenden tätig, führen Legal Risk Management- und Compliance-Aufgaben durch und dokumentieren Dispute Risks.
Aus der Perspektive des Legal Operations Management führen Rechtsabteilungen fünf Hauptaufgaben bzw. Hauptprozesse durch:
- Legal Risk Management: Generelle Rechtskontrolle, Legal Screening & Monitoring und Legal Risk Assessment.
- Legal Counseling: Rechtsberatung Mitarbeitende, Rechtsberatung Management und Rechtsberatung Geschäftsleitung und Aufsichtsrat.
- Transaction Management: Contract Supervision, M&A Transaktionen und Product Stewardship.
- Litigation & Arbitration: Early Case Assessment, Mediation und Arbitration sowie Litigation Management.
- Legal Education: Rechtliche und rechtsnahe Schulung der Mitarbeitenden, des mittleren Führungskaders und der obersten Führungsebene.

Zu den Hauptaufgaben bzw. Hauptprozessen treten, je nach spezifischem Leistungsauftrag der Rechtsabteilung, weitere Zusatzaufgaben bzw. Zusatzprozesse hinzu:
- Corporate Secretary Services
- Compliance Management
- CSR & Integrity Management
- Political Lobbying
- Document Management
- Assurance Management
- Tax Management
- Safety Regulations